# Торреджани, Луиджи Мария
Луиджи Мария Торреджани (итал. Luigi Maria Torregiani; 18 октября 1697, Флоренция, Великое герцогство Тосканское — 6 января 1777, Рим, Папская область) — итальянский куриальный кардинал. Секретарь Священной Конгрегации Священной Консульты с сентября 1743 по 26 ноября 1753. Вице-камерленго Святой Римской Церкви с июня по сентябрь 1756. Государственный секретарь Святого Престола и Префект Священной Конгрегации Священной Консульты с 8 октября 1758 по 2 февраля 1769. Секретарь Священной Конгрегации Римской и Вселенской Инквизиции с 22 февраля 1775 по 6 января 1777. Кардинал-дьякон с 26 ноября 1753, с титулярной диаконией Санти-Козма-э-Дамиано с 10 декабря 1753 по 22 апреля 1754. Кардинал-дьякон с титулярной диаконией Санти-Вито-Модесто-э-Крешенция с 22 апреля 1754 по 22 апреля 1765. Кардинал-дьякон с титулярной диаконией Сант-Агата-ин-Субурра с 22 апреля 1765 по 6 января 1777.